# The Summoning (singolo)
The Summoning è un singolo del gruppo musicale britannico Sleep Token, pubblicato il 6 gennaio 2023 come secondo estratto dal terzo album in studio Take Me Back to Eden.

## Descrizione
Con i suoi oltre sei minuti di durata si tratta di uno dei brani più lunghi nella produzione del gruppo, nonché uno tra i più pesanti. Fra le varie contaminazioni presenti in The Summoning, tra cui l'ambient, che predomina la sezione centrale, spicca principalmente quella progressive metal.

## Video musicale
Parallelamente a quanto successo con il singolo precedente, in concomitanza al lancio del singolo è stato pubblicato un visualizer animato ritraente la figura presente sulla copertina della pubblicazione.

## Tracce
Testi e musiche di Leo George Faulkner e Adam Paul Pedder.
1. The Summoning – 6:36

## Formazione
Hanno partecipato alle registrazioni, secondo quanto riportato dall'etichetta:
Gruppo
- Vessel 1 – voce, chitarra, basso, tastiera, sintetizzatore
- Vessel 2 – batteria

Produzione
- Carl Brown – produzione, registrazione
- Vessel 1 – produzione

## Classifiche
| Classifica (2023)          | Posizione massima |
| -------------------------- | ----------------- |
| Regno Unito (rock & metal) | 14                |